# Ivan Edeshko
Ivan Ivanovich Yedeshko (cirílico:Иван Иванович Едешко) (Stetski, 25 de março de 1945) é um ex-basquetebolista bielorrusso que integrou a Seleção Soviética que conquistou a Medalha de Ouro disputada nos XX Jogos Olímpicos de Verão realizados em 1972 em Munique e a Medalha de Bronze nos XXI Jogos Olímpicos de Verão realizados em 1976 na cidade de Montreal.